# Dario Bellandi
Dario Bellandi (ur. 1996 w Livorno) – włoski zawodnik mieszanych sztuk walki (MMA). Aktualny mistrz organizacji Cage Warriors w wadze średniej. 

## Kariera amatorska
Bellandi karierę na amatorskim poziomie rozpoczął w 2016 roku. Na gali Fight Network, która odbywała się w Parmie w październiku 2016 roku, pokonał w pierwszej rundzie przez techniczny nokaut swojego rodaka, Francesco de Santanę. Neanderthal w 2017 roku wystartował w Mistrzostwach Europy IMMAF w MMA, gdzie zdobył złoty medal. Wyczyn ten powtórzył także w następnej edycji Mistrzostw Europy IMMAF rok później, w 2018 roku. W 2018 roku wystartował również w Mistrzostwach Świata IMMAF w MMA, gdzie udało mu się zdobyć brązowy medal. Rok później przeszedł na zawodowe starty w MMA. 

## Kariera zawodowa

### Zawodowy debiut
Bellandi pierwszą walkę w zawodowej karierze stoczył w marcu 2019, gdzie na lokalnej gali zwyciężył przez TKO już w pierwszej rundzie. 

### Cage Warriors
12 grudnia 2020 roku zadebiutował dla organizacji Cage Warriors w Londynie. Na wydarzeniu Cage Warriors 119 odniósł pierwszą zawodową porażkę, przegrywając jednogłośną decyzją sędziów z Willem Currie.
7 października 2022 roku ponownie stanął w klatce angielskiej organizacji Cage Warriors, tym razem na gali z numerem 144 poddał w drugiej rundzie Joana Arasteya. 
Do końca 2022 roku stoczył jeszcze jeden, zwycięski pojedynek, w którym technicznie znokautował Amerykanina, Justina Barry'ego na gali Cage Warriors 148.
W październiku 2023 roku, będący na fali czterech zwycięstw z rzędu Neanderthal stoczył pojedynek o mistrzostwo Cage Warriors w wadze średniej. Zwyciężył przez jednogłośną decyzję z ówczesnym mistrzem, Mickiem Stantonem.
W lipcu 2024 roku stanął do pierwszej obrony mistrzowskiego pasa organizacji Cage Warriors. Po pięciorundowym pojedynku zwyciężył jednogłośnie na punkty z reprezentantem Szwecji, Robinem Rossem. 
W drugiej obronie pasa, na gali Cage Warriors 183 pokonał po bliskiej walce Litwina, Naglisa Kanišauskasa. 

## Osiągnięcia

### Mieszane sztuki walki
- International Mixed Martial Arts Federation(inne języki)
  - 2018: Amatorski złoty medalista Mistrzostw Europy IMMAF w wadze średniej
  - 2019: Amatorski złoty medalista Mistrzostw Europy IMMAF w wadze średniej
  - 2019: Amatorski brązowy medalista Mistrzostw Świata IMMAF w wadze średniej
- Cage Warriors
  - 2023-nadal: Mistrz Cage Warriors w wadze średniej

## Lista zawodowych walk MMA
| Wynik     | Bilans | Przeciwnik (bilans przed walką) | Rozstrzygnięcie                | Runda | Czas | Rozgrywki         | Data       | Miejsce    | Uwagi                                                            |
| --------- | ------ | ------------------------------- | ------------------------------ | ----- | ---- | ----------------- | ---------- | ---------- | ---------------------------------------------------------------- |
| Wygrana   | 9-1    | Naglis Kanišauskas (8-3)        | Decyzja (niejednogłośna)       | 5     | 5:00 | Cage Warriors 183 | 08.03.2025 | Rzym       | Obronił mistrzostwo Cage Warriors w wadze średniej. Main Event   |
| Wygrana   | 8-1    | Robin Ross (7-4)                | Decyzja (jednogłośna)          | 5     | 5:00 | Cage Warriors 175 | 25.07.2024 | Manchester | Obronił mistrzostwo Cage Warriors w wadze średniej. Main Event   |
| Wygrana   | 7-1    | Mick Stanton (12-7)             | Decyzja (jednogłośna)          | 5     | 5:00 | Cage Warriors 164 | 25.11.2023 | Newcastle  | Zdobył mistrzostwo Cage Warriors w wadze średniej. Co-Main Event |
| Wygrana   | 6-1    | Naglis Kanišauskas (6-2)        | Decyzja (jednogłośna)          | 3     | 5:00 | Cage Warriors 158 | 29.07.2023 | Rzym       | Co-Main Event                                                    |
| Wygrana   | 5-1    | Daniel Karlsson (2-0)           | Poddanie (duszenie zza pleców) | 1     | 3:28 | Cage Warriors 154 | 06.05.2023 | Rzym       |                                                                  |
| Wygrana   | 4-1    | Justin Barry (3-0)              | TKO (ciosy w parterze)         | 1     | 3:32 | Cage Warriors 148 | 31.12.2022 | Londyn     |                                                                  |
| Wygrana   | 3-1    | Joan Arastey (2-0)              | Poddanie (trójkąt nogami)      | 2     | 0:53 | Cage Warriors 144 | 07.10.2022 | Rzym       |                                                                  |
| Przegrana | 2-1    | Will Currie (4-0)               | Decyzja (jednogłośna)          | 3     | 5:00 | Cage Warriors 119 | 12.12.2020 | Londyn     | Limit umowny -87,1 kg.                                           |
| Wygrana   | 2-0    | Gerardo Marrazzo (0-2)          | TKO (ciosy w parterze)         | 1     | 1:00 | RDC Fight Night 5 | 29.01.2020 | Livorno    |                                                                  |
| Wygrana   | 1-0    | Domenico Facchinieri (0-2)      | TKO (ciosy w parterze)         | 1     | 1:45 | RDC Fight Night 4 | 01.03.2019 | Livorno    | Debiut w zawodowym MMA.                                          |